# کوه سنت هلن
کوه سنت هلن (به انگلیسی: Mount St. Helens) آتشفشان چینه‌ای فعالی واقع در رشته‌کوه کسکیدز در ایالت واشینگتن در ایالات متحده آمریکا است. ارتفاع این کوه تا پیش از فوران فاجعه‌بارش در ۱۸ مهٔ ۱۹۸۰ به ۲۹۴۹ متر (۹۶۷۷ فوت) می‌رسید اما پس از فوران ارتفاع آن به ۲۵۴۹ متر (۸۳۶۳ فوت) کاهش یافت.
کوه سنت هلن توسط کاپیتان جرج ونکوور و به افتخار دوستش آلن فیتزهربرت، سفیر بریتانیا در دربار اسپانیا که با عنوان بارون سنت هلن شناخته می‌شد چنین نام‌گذاری شده‌است. این کوه همچنین زمانی به نام کوه فوجی آمریکا شهرت داشت.

## مشخصات

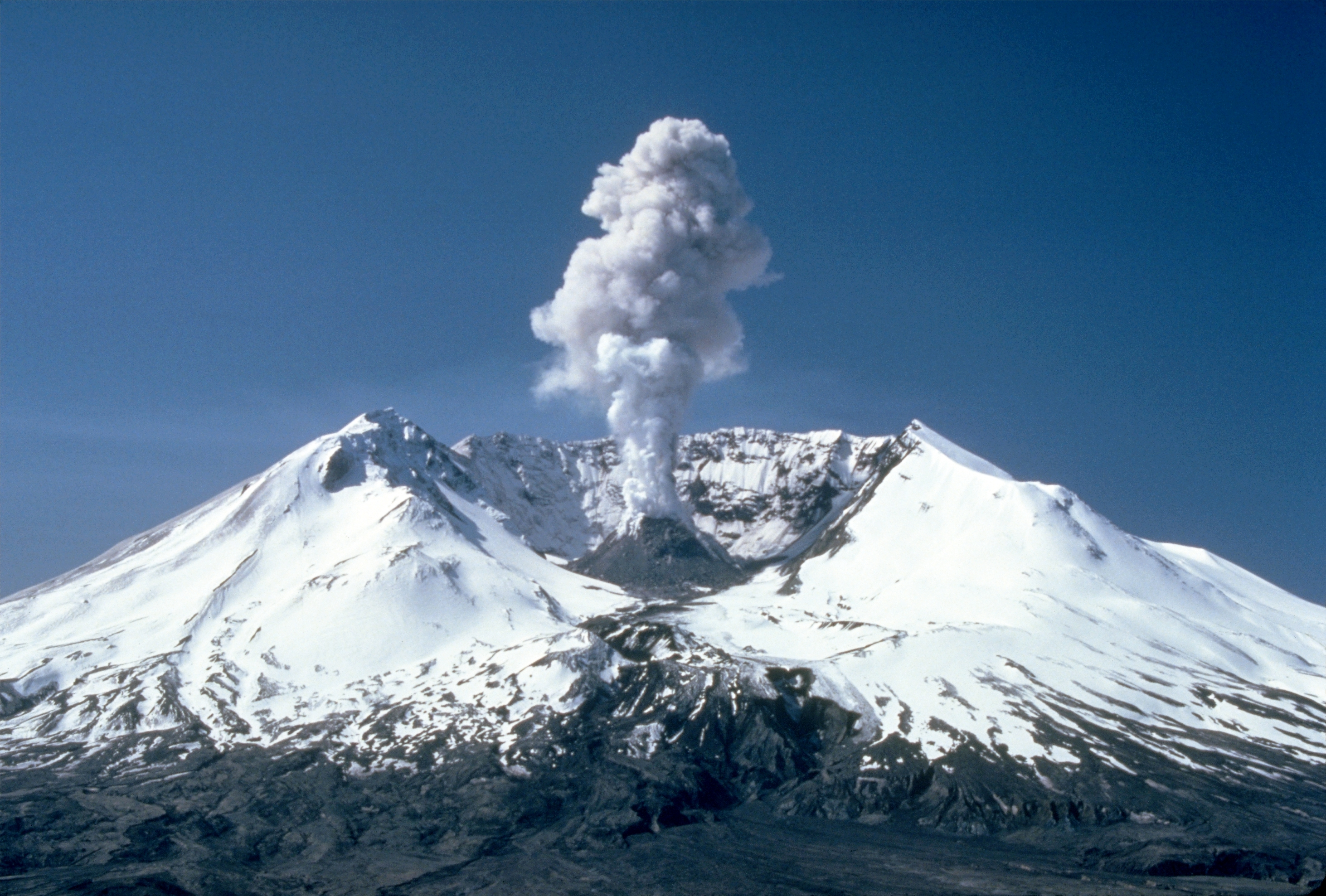
مرتبط است

کوه سنت هلن که آتشفشانی جوان محسوب می‌شود تا پیش از فوران سال ۱۹۸۰ شکلی مخروط‌مانند و کله‌قندی داشت. اما پس از فوران و بر اثر ریزش دامنهٔ کوه در حدود ۴۰۰ متر از قلهٔ آن از بین رفت و به‌جای آن کاسه آتشفشانیای نعلی‌شکل به طول ۳٬۵ و عرض ۲ کیلومتر شکل گرفت که مخروط گدازهٔ جدیدی بخشی از آن را پر کرده‌است.
شکل‌گیری سنت هلن در طی ۹ دورهٔ فورانی در حدود ۴۰ تا ۵۰ هزار سال پیش روی داده است. این کوه همچنین یکی از فعالترین آتشفشان‌های رشته‌کوه کسکیدز در دوره هولوسن بوده‌است. تفرا، گنبدهای گدازه و جریان‌های آذرآواری در طی فوران‌هایی تا پیش از ۲۲۰۰ سال پیش ساختار قدیمی سنت هلن را شکل داده‌اند اما پس از آن و در طی ۲۲۰۰ سال گذشته، با تولید موادی بازالتی، آندزیتی و داسیتی در قله و روزنه‌های کوه، ساختمان جدید آتشفشان شکل گرفته‌است.

## فوران سال ۱۹۸۰

### پیش‌درآمد فوران
در ۲۰ مارس ۱۹۸۰، زلزله‌نگارهایی که دانشگاه واشینگتن برای رصد آتشفشان‌های کوه کسکیدز به‌تازگی در منطقه نصب کرده بود زمین‌لرزه‌ای ۴٫۲ ریشتری را در زیر کوه سنت هلن به ثبت رساندند. سه روز بعد وقوع زمین‌لرزه‌ای ۴ ریشتری در همان مکان ثبت‌شد و در بعد ازظهر همان روز لرزه‌های بیشتری نیز درست در زیر مرکز آتشفشان به ثبت رسید. تا ۲۵ مارس تعداد این زمین‌لرزه‌های ۴ ریشتری به یک لرزه در هر ۳ ساعت افزایش یافته بود و در پروازهای تحقیقاتی‌ای که همان روز در بالای سنت هلن انجام گرفت شکاف‌هایی در سطح یخچال‌ها و ریزش چند بهمن و سقوط صخره‌ها مشاهده گردید. در اوایل بعدازظهر ۲۷ مارس صدای انفجار بلندی از سمت آتشفشان شنیده و وقوع فورانی نیز از قلهٔ آتشفشان گزارش شد. چند فوران کوچکتر نیز در طول ماه آوریل تا اوایل ماه مه به وقوع پیوست. این فوران‌ها هیچ‌کدام ماهیت ماگمایی نداشت و بخارهایی بودند که درنتیجهٔ گرم‌شدن آب‌های زیرزمینی ایجاد شده بودند. با وجود این فوران ۲۷ مارس شکاف عظیمی را در شمال قلهٔ آتشفشان ایجاد کرده بود که در هر دو طرف کوه تا ۱۵۰۰ متر امتداد یافته بود. همچنین این فوران‌ها تا اواسط ماه آوریل دهانهٔ آتشفشانی جدیدی را به قطر ۴۰۰ متر در کوه ایجاد کردند. در این ماه همچنین از میزان فوران‌ها کاسته شد اما در مقابل شمار زمین‌لرزه‌ها افزایش یافت. مرکز این زمین‌لرزه‌ها منطقه‌ای سطحی در زیر برآمدگی رو به گسترشی در دامنهٔ شمالی کوه بود.

### فوران ۱۸ مه ۱۹۸۰

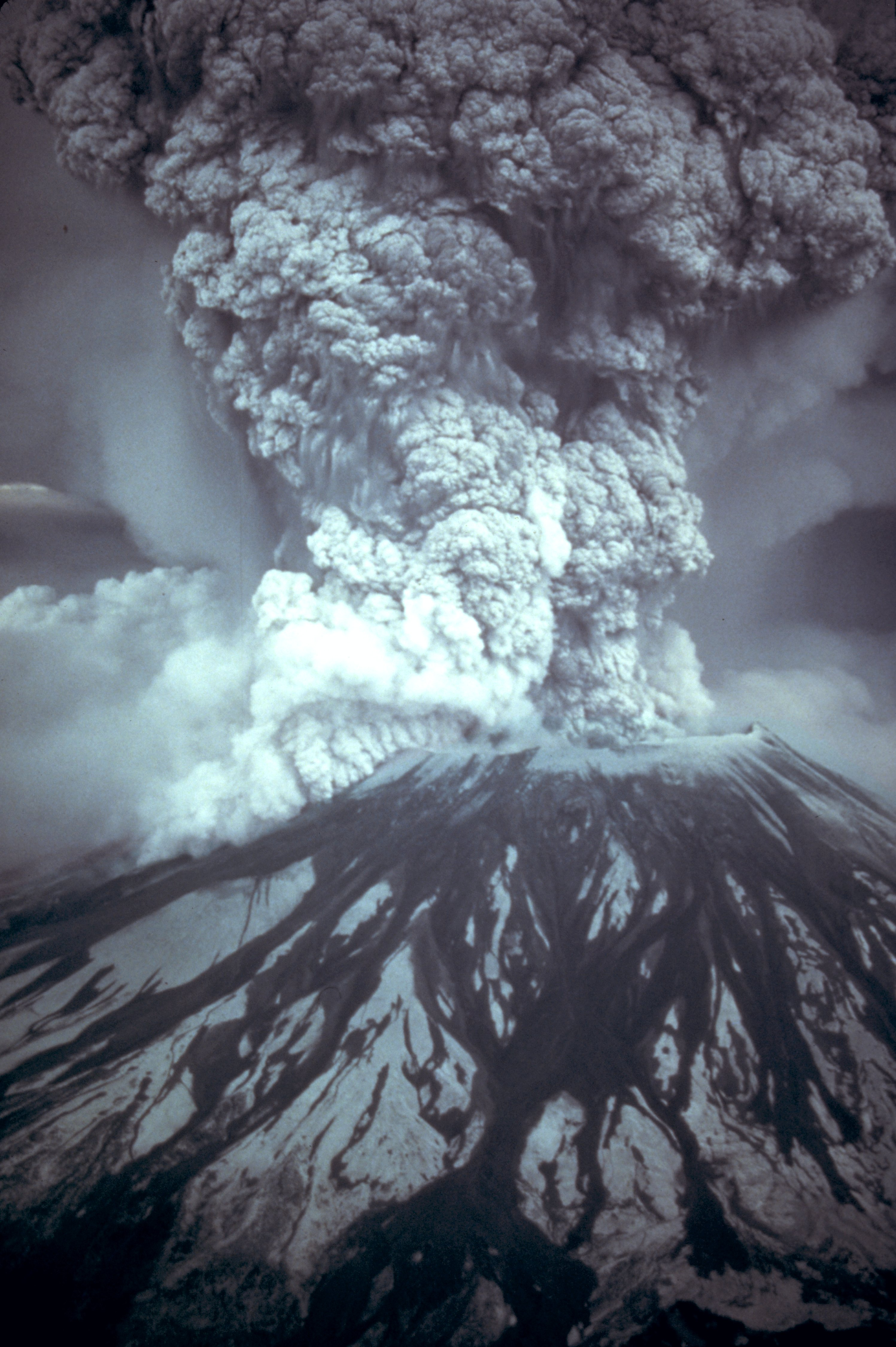
نمایی از فوران سنت هلن در ۱۸ مهٔ ۱۹۸۰

در روز ۱۸ مهٔ ۱۹۸۰ در ساعت ۸:۳۲ بامداد، زمین‌لرزه‌ای به شدت ۵٬۱ ریشتر سنت هلن را لرزاند که در نتیجهٔ آن تمام دامنهٔ شمالی کوه در بالای برآمدگی ایجادشده شروع به ریزش در امتداد شکاف شرقی-غربی ایجادشده در قله کرد. بر اثر این ریزش، بهمن واریزهٔ بزرگی به وجود آمد که درعرض چند دقیقه به دریاچه اسپیرت رسید. همچنین این رانش بزرگ سبب از دست‌رفتن ناگهانی فشار محصورشده در بالای آب‌های زیرزمینی و آزادشدن نیروی عظیمی شد که در این مدت فوران‌های بخاری کوه را سبب شده بود. در نتیجه، انفجار هیدروترمال عظیمی روی داد که موجب ریزش بهمن و طوفانی از سنگ شد که نابودی بادبزنی‌شکل منطقه‌ای به مساحت تقریبی ۱۵۰ مایل مربع در شمال کوه را که تا پیش از این پوشیده از جنگل بود را رقم زد. بهمن واریزه‌ای که از کوه به پایین در حال سقوط بود دریاچه اسپیرت را تقریباً پر کرد و ارتفاع بستر آن را تا ۶۰ متر و خط ساحلی آن را تا ۲ برابر افزایش داد. با وجود این بیشتر این بهمن وارد رود توتله شده و ۲۳ کیلومتر به سمت غرب جریان یافت و درهٔ آن را با نهشته‌ای برآمده و ناهموار پُر نمود. این بهمن واریزه به دلیل گستردگی آن یکی از بزرگترین بهمن‌های به‌ثبت‌رسده در تاریخ به‌شمار می‌رود. بعدتر در همان روز این بهمن که اینک حجم عظیمی از آب را نیز در خود گرفته بود، گل‌روانهٔ حجیمی را نیز به‌وجود آورد که تا رود کاولیتز را دربر گرفت.
از سوی دیگر وقوع این انفجار و ریزش بهمن سبب بیرون‌ریزی حجم زیادی از موادی که بر بالای منبع کم‌عمق ماگما در زیر برآمدگی دامنهٔ شمالی کوه وجود داشت شد. بر اثر فشار آزادشده، ماگما نیز به‌شدت گاززدایی شد و در عرض چند دقیقه، فورانی پلینیایی روی داد که ارتفاع ستون آن در عرض ۱۰ دقیقه به ۲۰ کیلومتر رسید و شکلی قارچ‌گونه یافت. این فوران تا ۹ ساعت ادامه داشت و در بعدازظهر به اوج خود رسید. وقوع بادهای شدید خاکستر و گازهای ناشی از فوران را با میانگین سرعت ۱۰۰ کیلومتر در ساعت برای ۱۰۰۰ کیلومتر اول به سمت شرق و بر فراز ایالت واشینگتن آوردند و تقریباً سه ساعت و ربع پس از شروع فوران، خاکسترهای آتشفشانی شروع به ریزش بر روی اسپوکن که در ۴۰۰ کیلومتری از کوه سنت هلن قرار داشت کردند. با توجه به این فاصله بین نیم تا ۲ سانتی‌متر خاکستر بر روی زمین نشست. این ابر آتشفشانی سپس در طی ۲ هفته کرهٔ زمین را دور زد. همچنین در نتیجهٔ نیروهای ویرانگر بهمن، انفجارها و فوران پلینیایی، ساختار آمفی‌تئاترمانند عظیمی با طول و عرض ۱٬۵ در ۳ کیلومتر در امتداد دامنهٔ شمالی آتشفشان ایجاد شد.

### کشته‌شدگان
در فوران ۱۸ مهٔ ۱۹۸۰ کوه سنت هلن ۵۷ نفر کشته شدند. با وجود این اگر این فوران به جای یکشنبهٔ تعطیل، یک روز دیرتر روی می‌داد که چوب‌بُرها بر سر کار بودند بر شمار کشته‌شدگان آن تا حد زیادی افزوده می‌شد.